# Ponta Cais dos Fortes
Ponta Cais dos Fortes ist eine Kap und einer der südlichsten Punkte der Insel Santo Antão im atlantischen Inselstaat Kap Verde.
Das Kap gehört administrativ zum Concelho Porto Novo und liegt in unwegsamem Gelände ungefähr 6 km südlich der nächsten Siedlung Água das Fortes. Entlang der Küste ist der nächstgelegene Ort Pedrinha, ca. 9 km weiter östlich.

## Geographie
Die Ponta Cais ist das neben der weiter westlich gelegenen Ponta do Pesqueiro Fundo am weitesten nach Süden weisende Kap der Insel. Im Westen schließt sich die Ponta da Praia Formosa an, welche die Bucht der Praia Formosa überblickt und im Osten die Ponta Furna Vermelha.